# Zugtoilette

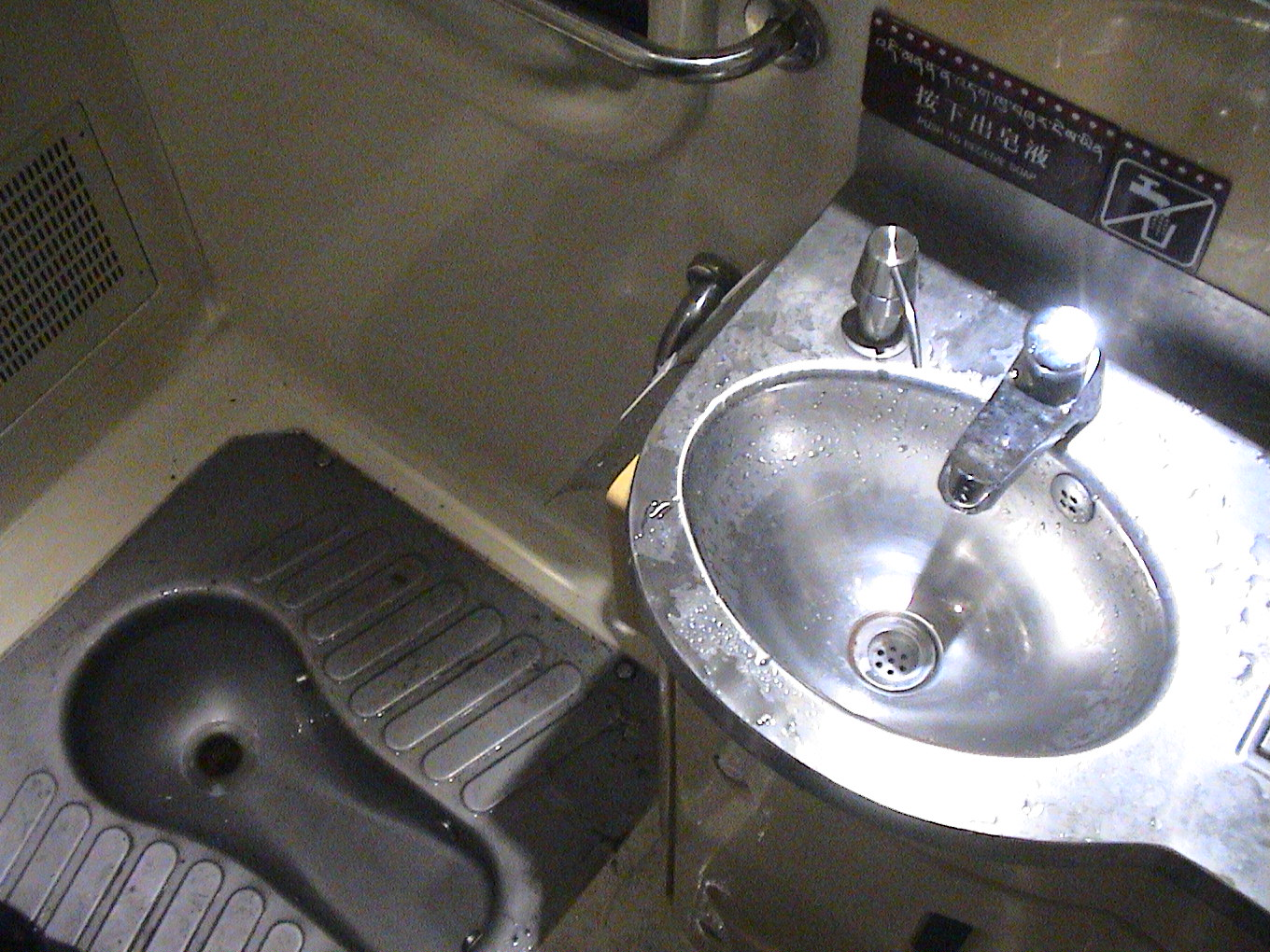
Hocktoilette in einem chinesischen Wagen

Zugtoiletten sind Teil der Sanitärtechnik in Reisezügen.

## Geschichte

### Züge ohne Toilette

Die Fallrohrtoilette im Salonwagen: Hans Gabriel Jentzsch: Hohe Ehre. Der Extrazug mit dem Salonwagen hatte die Station im schnellsten Tempo passiert. Obwohl alles begeistert die Hälse reckte und Hurra schrie, war von Serenissimus nichts zu sehen. Er saß gerade in stiller Klause. Der kleine Bahnhof aber behielt ein köstliches Andenken an den hohen Besuch. Zwischen den Schienen war es liegen geblieben.

In der Anfangszeit der Eisenbahn, bei eher kurzen Strecken und Fahrzeiten, gab es in Eisenbahnfahrzeugen noch keine Toiletten. Analog zum Verkehr mit Postkutschen mussten Reisende stationäre Anlagen in den Bahnhöfen nutzen. 1850 legte die Techniker-Versammlung des Vereins Deutscher Eisenbahn-Verwaltungen fest, dass an allen Bahnhöfen „Perron-Abtritte“ einzurichten seien. Diese Anlagen waren mit die ersten öffentlichen Toiletten. Auf großen Bahnhöfen wurden auch Systeme entwickelt, um die in erheblichen Mengen anfallenden Fäkalien zu sammeln und zu entsorgen.
Die ersten in Eisenbahnwagen eingebaute Toiletten finden sich in Salonwagen. Ein frühes erhaltenes Beispiel findet sich im Salonwagen König Ludwigs II. von Bayern (heute im Verkehrsmuseum Nürnberg). Anfangs wurden Toilettenstühle eingebaut, später Fallrohrtoiletten.

### Einführung der Zugtoilette
Mitte des 19. Jahrhunderts wuchs das Streckennetz rasant, damit auch die Zeit, die Reisende im Zug verbrachten, die Zugtoilette wurde zu einem drängenden Problem. Toiletten in Fahrzeugen für den öffentlichen Verkehr einzubauen, erschienen den Bahnverwaltungen problematisch. Die Züge bestanden in Europa in der Regel aus Abteilwagen ohne Seitengang. Reisende konnten das Abteil also nur verlassen, wenn der Zug stand. Diese Situation führte zu sehr unappetitlichen Szenen. Eine Toilette für jedes Abteil einzubauen, hätte zu viel Platz verbraucht. Letztendlich konnte dieses Problem erst befriedigend behoben werden, als ab dem Ende des 19. Jahrhunderts Durchgangswagen eingeführt wurden. Als Zwischenstufe wurden ab den 1860er Jahren vermehrt eine oder zwei Toiletten in Packwagen eingebaut. Reisende mussten beim Halt des Zuges in den Packwagen umsteigen und – nach Erledigung des Geschäfts – bei einem weiteren Halt in ihr Abteil zurückkehren. Auch hier kamen zunächst Toiletteneimer zum Einsatz bis auf das Fallrohr umgestiegen wurde. 1868 besaßen von 52 Bahnverwaltungen in Deutschland 23 Fahrzeuge mit Toiletten, 15 davon im Packwagen.
In den USA, wo Reisen über noch längere Strecken führten, wurden dagegen von Anfang an Großraumwagen eingesetzt und Toiletten eingebaut, so dass sich hier dieses Problem nicht stellte. In Deutschland setzten einzig die Königlich Württembergischen Staats-Eisenbahnen auf dieses „amerikanische System“. Die Wagen hatten Übergänge untereinander, so dass die Reisenden auch während der Fahrt zur und von der Toilette im Packwagen gelangten.
Die übrigen Bahnen in Europa behielten dagegen das Abteil-System bei und versuchten, den Zugang der Toilette dadurch zu verbessern, dass diese zwischen zwei aneinander grenzende Abteile eingebaut wurde und in einigen Fällen zudem von außen betreten werden konnte. Das erforderte aber mehrere Toiletten pro Wagen und viel Platz. Außerdem spielt in der zweiten Hälfte des 19. Jahrhunderts das Schamgefühl eine erhebliche Rolle: Es war Reisenden peinlich, vor den Augen anderer eine Toilette zu betreten. Die Lösung brachte letztendlich erst der Durchgangswagen.

### Ausstattung

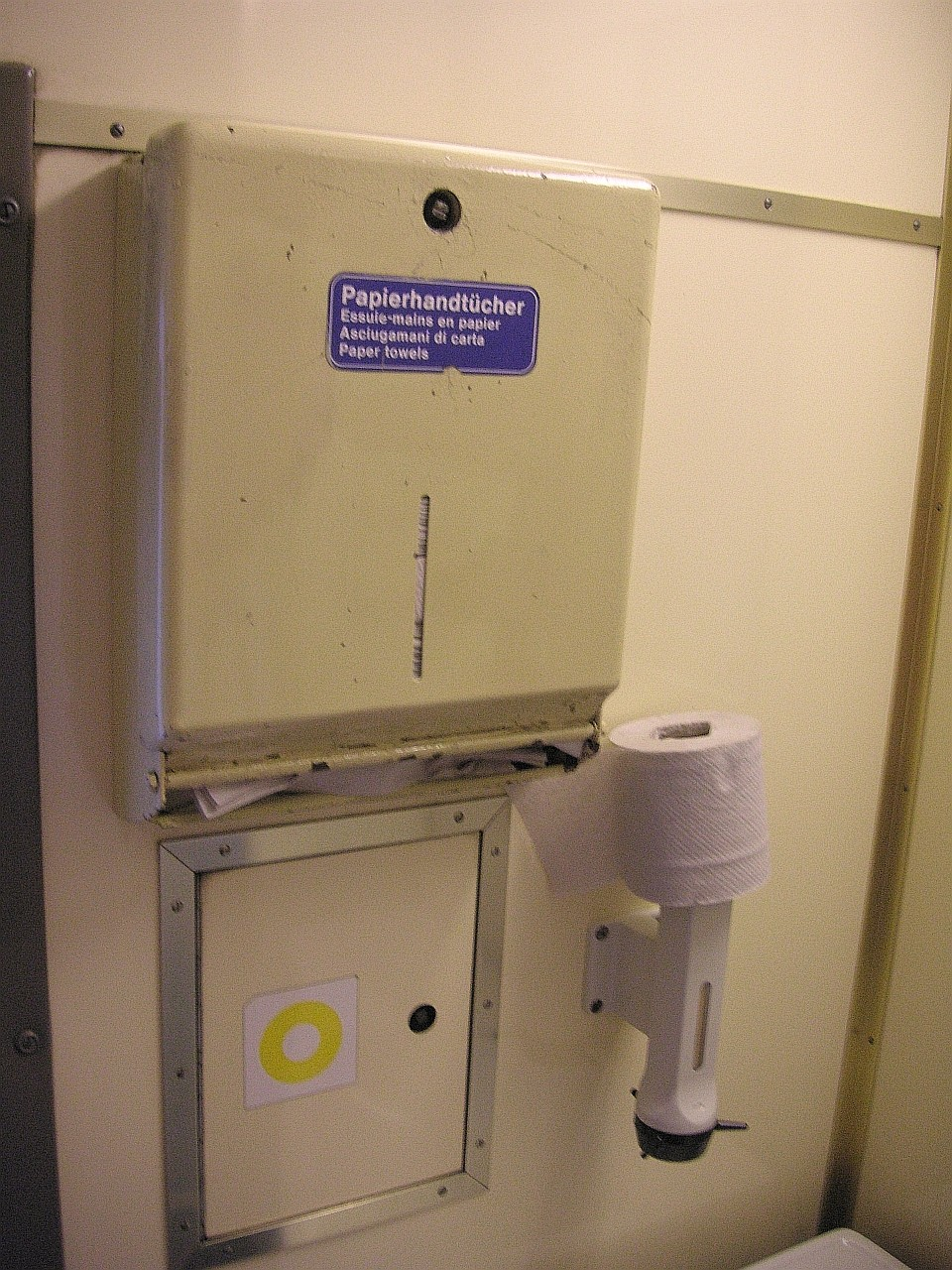
Die Accessoires der Zugtoilette am Ende des 20. Jahrhunderts: Papierhandtücher, Toilettenpapier, Waschbecken und sapor-Seifenspender

Die Toiletten waren anfangs je nach Wagenklasse unterschiedlich ausgestaltet und nach Geschlechtern getrennt. Vorbild für die Gestaltung waren zunächst häusliche Toiletten. So waren Zugtoiletten zum Beispiel gekachelt. Zur Ausstattung gehörten Toilettenpapier, ein Handwaschbecken mit einem Kasten für Papierhandtücher und ein Seifenspender. Eine Design-Ikone war der Trockenseifenspender von sapor in den Wagen der Deutschen Bundesbahn, während die Deutsche Reichsbahn auf Flüssigseifenspender setzte. Heute ist im Allgemeinen Flüssigseife üblich, seit der COVID-19-Pandemie auch Spender für Desinfektionsmittel.

### Zum geschlossenen System
Ende des 20. Jahrhunderts war das Plumpsklo anachronistisch. Mit dem „Fäkalienprozeß“, der 1991 vor dem Landgericht Itzehoe begann und sich in zweiter Instanz vor dem Oberlandesgericht Schleswig fortsetzte, wurde das auch juristisch festgestellt: Eigentümer von unter der Hochbrücke Hochdonn gelegenen Grundstücken klagten wegen der Verschmutzung gegen die Deutsche Bundesbahn und gewannen den Zivilprozess 1995: Der Bahn wurde untersagt, weiterhin Fäkalien und anderen Abfall auf die Grundstücke fallen zu lassen. Die Bahn reagierte darauf zunächst, indem sie vor Befahren der Hochdonn-Brücke und der Rendsburger Hochbrücke vom Zugpersonal die Toiletten abschließen ließ.
Wegen der damit verbundenen Kosten weigerte sich die Deutsche Bundesbahn lange, auf technisch aufwändigere und kostspieligere geschlossene Systeme zu wechseln, obwohl sie ab den 1970er Jahren Versuche dazu durchführte. Die Umstellung geschah erst mit Einführung des Hochgeschwindigkeitsverkehrs. Da bei hohen Geschwindigkeiten und sich begegnenden Zügen erheblicher Luftdruck aufgebaut wird, müssen diese Züge druckdicht sein, dürfen also auch kein Fallrohr mehr haben. Im Tunnel funktionierte das Fallrohr-System auch nicht mehr, sondern der Toiletteninhalt schoss durch die Druckwelle der Zugbegegnung in die entgegengesetzte Richtung. Das zwang zum geschlossenen System.
Barrierefreie Toiletten wurden bei den Bahnen ab der Mitte der 1980er Jahre eingeführt.
In Großbritannien blieben Fallrohrtoiletten bis Ende 2019 im Gebrauch. Ein Plan zum Schutz aller Eisenbahnarbeiter und zur Verringerung der Risiken für die öffentliche Gesundheit wurde verzögert umgesetzt, da mehrere Betreiber Ausnahmen beantragten.

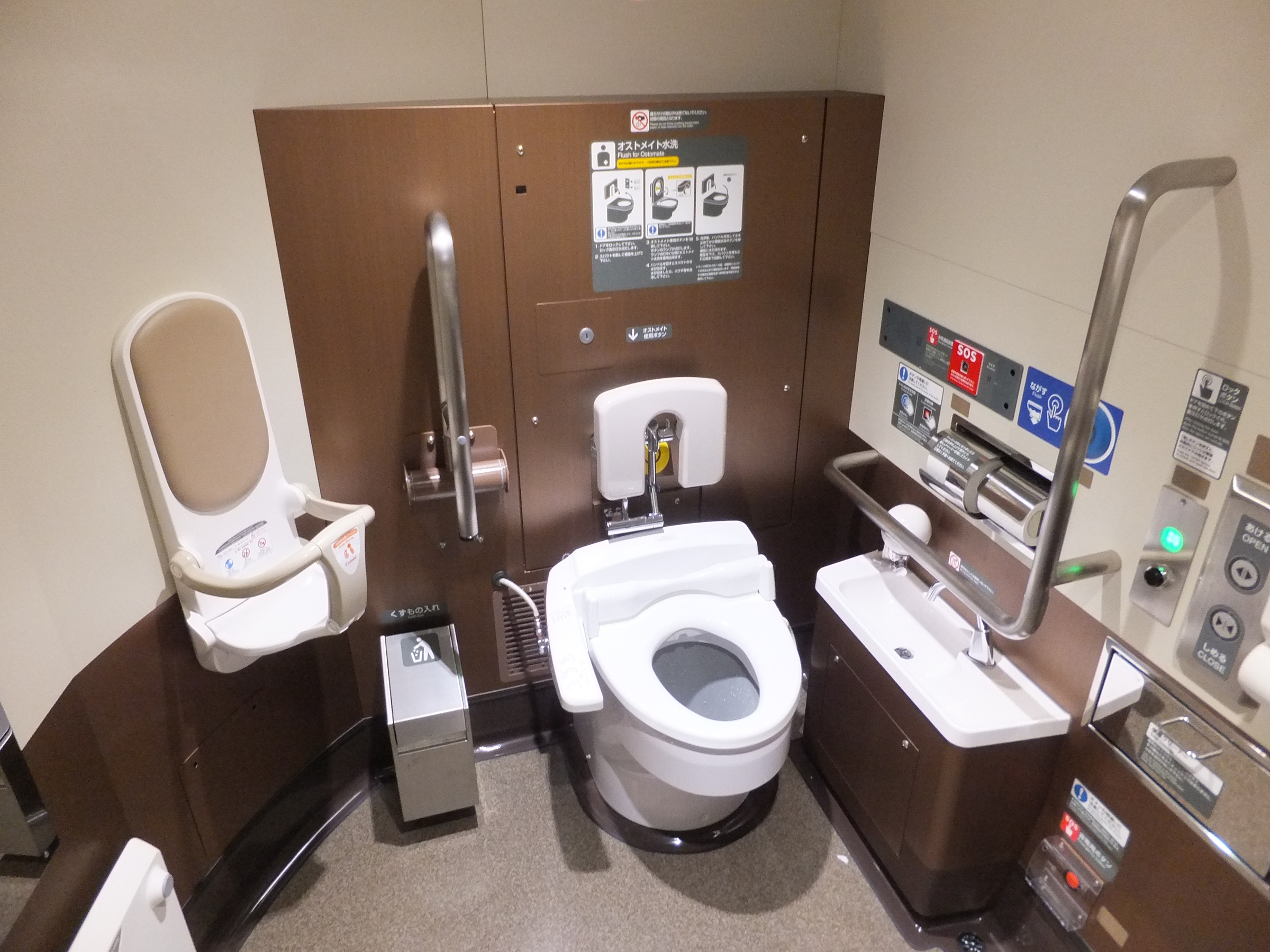
Barrierefreie Toilette in der japanischen Shinkansen-Baureihe E6

### Technische Aspekte

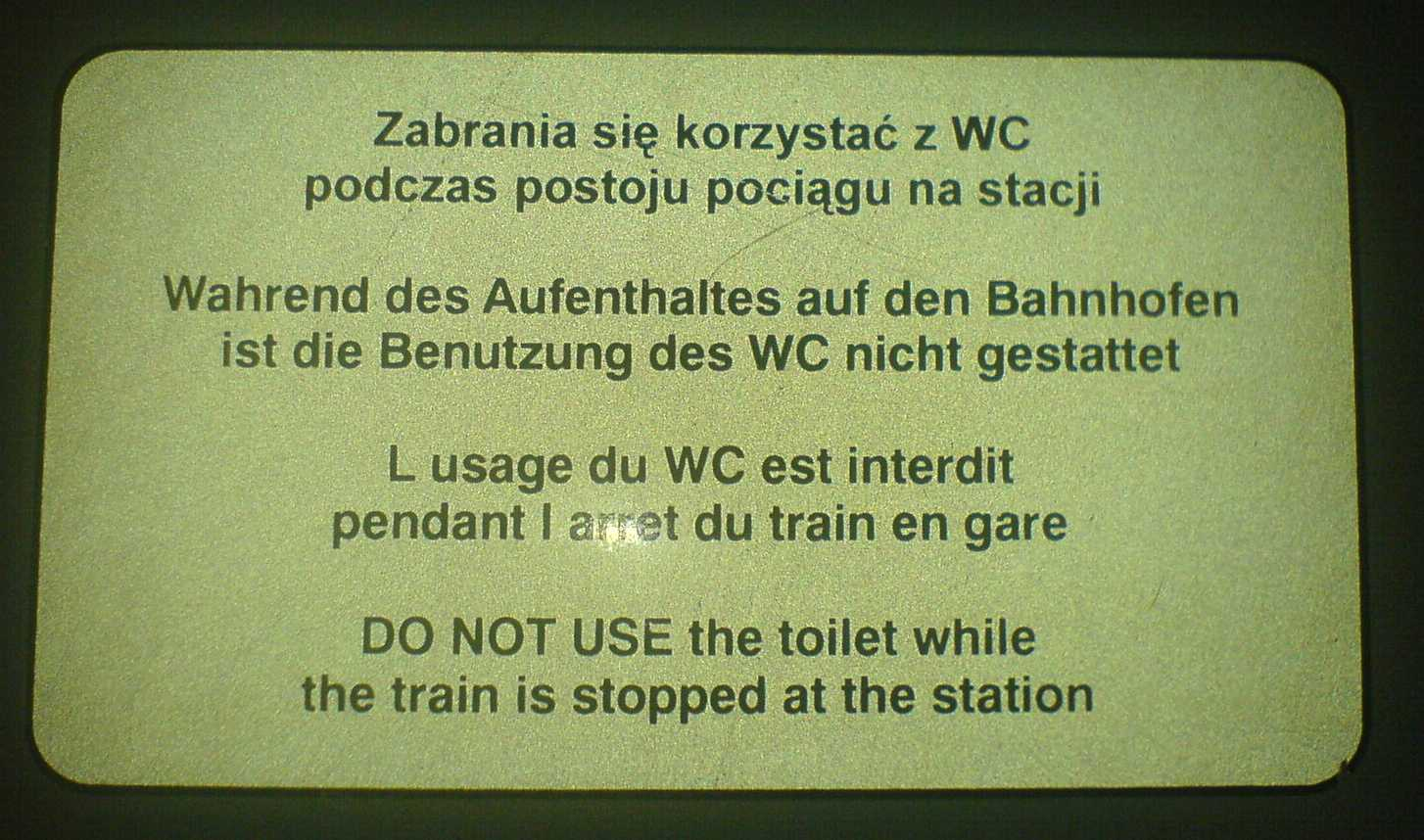
Mehrsprachiger Hinweis Während des Aufenthaltes auf Bahnhöfen ist die Benutzung des WC nicht gestattet, Wagen der Polnischen Staatsbahn

Unumgänglich war in den mit Fallrohr ausgestatteten Toiletten der dort immer angebrachte Hinweis, dass die Toilette beim Halt im Bahnhof nicht genutzt werden dürfe.
Die ersten Fallrohrtoiletten hatten noch keine stationäre Wasserspülung. In der Kabine stand eine Kanne mit Wasser, mit dem die Nutzer im Bedarfsfall nachspülen konnten. Diese Kannen wurden auch noch lange Zeit beibehalten, nachdem in die Wagen unter dem Dach Wassertanks für Spülung und Waschbecken eingebaut waren, damit auch bei starkem Frost oder leerem Tank gespült werden konnte. Mit den Wassertanks unter dem Dach kamen auch Armaturen auf, über die die Reisenden die Spülung auslösen konnten. Ab Mitte des 20. Jahrhunderts waren das vermehrt Pedale.
Die Deutsche Bundesbahn nutzte, als sie das geschlossene System ab den 1980er Jahren sukzessive einführte, eine Vakuumtoilette, die ursprünglich der Schwede Joel Liliendahl in den 1950er Jahren entwickelt und dann an Electrolux verkauft hatte. Die schwedische Staatsbahn, Statens Järnvägar (SJ), war eine der ersten Bahnen, die Vakuumtoiletten einführten und damit Vorbild auch für die Deutsche Bundesbahn.

## Technik
Bei klassischen Wagenzügen sind Toiletten oft an den Wagenenden angeordnet. In modernen Triebwagen gibt es dagegen oft nur eine Toilette für mehrere Wagen. Mit dem Rollstuhl befahrbare, also barrierefreie Toiletten erfordern eine größere Fläche und ausreichend breite Zugänge, weshalb sie nicht in jedem Wagen vorhanden sind.
In einigen Ländern werden auch Triebfahrzeuge mit Toiletten ausgerüstet. Dies ist insbesondere in Netzen mit langen Laufwegen in dünnbesiedelten Gebieten der Fall. Beispiele finden sich u. a. in Skandinavien.
Grundsätzlich wird zwischen offenen und geschlossenen Toilettensystemen unterschieden. Erstere entsorgen die Toilettenabfälle direkt auf die Gleisbettung. Bei letzteren werden die Toilettenabfälle im Fahrzeug gesammelt, um an einer dafür vorgesehenen Eisenbahninfrastruktur entleert zu werden.

### Spüleinrichtung
Toilettensysteme besitzen heute in der Regel eine Spüleinrichtung, um die Fäkalien aus der Toilettenschüssel zu entfernen und diese möglichst sauber zu hinterlassen. Bei Toiletten mit Wasserspülung wird die Toilettenschüssel entweder mit Frischwasser oder bei Umwälzspültoiletten mit Schwarzwasser gespült. Heute werden Gravitations- und Vakuumsysteme eingesetzt, wobei letztere überwiegen. In Wagen ohne eigene Wasserbehälter, beispielsweise Schmalspurwagen, gibt es auch Fallrohrtoiletten ohne Spüleinrichtung. Ein Beispiel sind die Harzer Schmalspurbahnen.

### Fallrohrtoilette
Die traditionelle Methode, Toilettenabfälle aus Zügen zu entsorgen, besteht darin, diese durch eine Fallrohrtoilette („Plumpsklo“) auf die Gleisbettung fallen zu lassen. Dies reicht von einem Loch im Boden bis hin zu einem vollflächigen System (evtl. mit Sterilisation). Es handelt sich somit um ein offenes Toilettensystem, da es Toilettenabfälle unbehandelt direkt an die Umwelt abgibt. Fallrohrtoiletten werden in vielen Teilen der Welt immer noch verwendet, insbesondere bei älteren Schienenfahrzeugen. Der Hauptnachteil ist, dass sie hinsichtlich Hygiene, Gesundheit und Umwelt gefährdend sind und zudem den Oberbau verunreinigen.
Richtig konstruierte Fallrohrtoiletten saugen Luft wie ein Schornstein an, ziehen Luft durch die Toilettentüröffnungen nach unten durch die Toilette, wodurch Gerüche reduziert werden. Um Zugluft zu verhindern, wurden die Toilettenbecken in vielen Ländern mit einer Klappe über dem Fallrohr ausgerüstet, die erst beim Spülvorgang öffnet. Insbesondere in der Schweiz wurde darauf verzichtet, weil die Befürchtung bestand, dass im Winter und im Hochgebirge der Verschluss einfriert.

### Geschlossene Toilettensysteme
Die Sammelbehälter geschlossener Toilettensysteme müssen regelmäßig geleert werden. Andernfalls kommt es zu einem Rückstau und die Toilette wird unbenutzbar.

#### Gravitationssystem
Wird Spülwasser durch einen Höhenunterschied beschleunigt, um die Toilettenschüssel zu reinigen, ist das ein Gravitationssystem. Bei wasserlosen Toiletten fallen die Fäkalien hingegen, ähnlich wie bei der Fallrohrtoilette, durch Betätigung einer Klappe in einen unter der Toilette liegenden Fäkalientank oder eine Behandlungseinrichtung.

#### Vakuumsystem

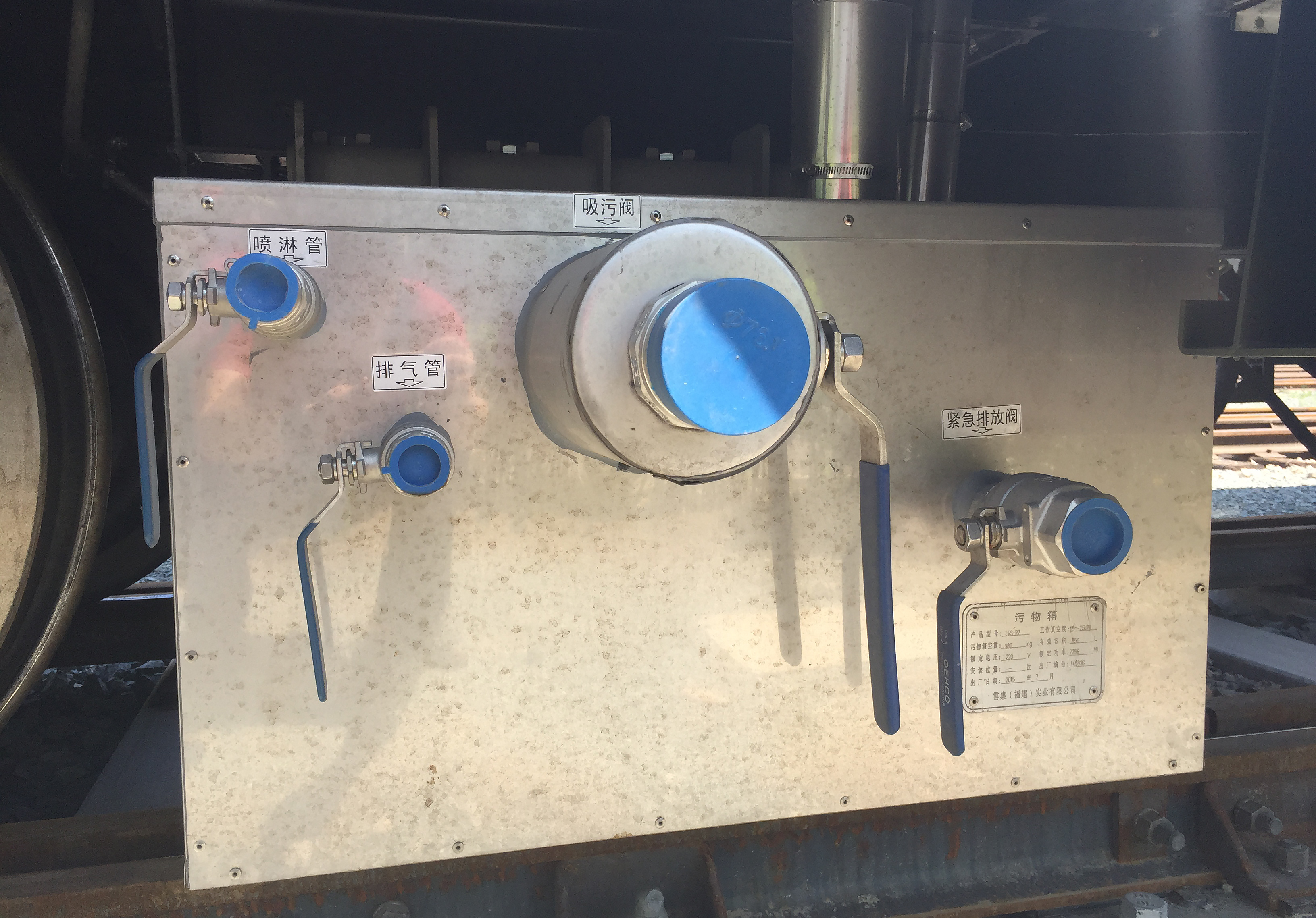
Vakuum-Abfalltank in einem 25T-Wagen der China Railways

Die Vakuumsysteme in Eisenbahnwagen ähneln denen in Verkehrsflugzeugen: Die Toilettenabfälle werden mit einer Hochdruckpumpe in einen Auffangbehälter gezogen. Sie benötigen zum Betrieb eine ausreichende Stromversorgung. Andere Gegenstände als Wasser und Fäkalien können die Pumpe leicht beschädigen.

### Behandlungseinrichtung
Um die Entleerungszyklen der Sammelbehälter zu verlängern, wurden verschiedene Behandlungseinrichtungen entwickelt.

#### Chemikalientank
In wohlhabenderen und dichter besiedelten Teilen der Welt sind in der Regel chemische Haltetanks (Rückhaltetanks) in neueren Wagen und Triebwagen eingebaut. Mithilfe von Chemikalien werden die Fäulnisbildung reduziert und die Fäkalien desinfiziert.

#### Bioreaktor
Hierbei handelt es sich um eine technisierte Form einer Komposttoilette. Zur Verlängerung der Entleerungszyklen auf bis zu 6 Monate wird bei neuen Zügen ein geschlossenes Toilettensystem mit einem Bioreaktor eingebaut (z. B. DTZ RABe514, FLIRT, Integral S5D95, KISS). Das Abwasser passiert einen Filter, der in den Feststoffbehälter eingebaut ist und die festen Bestandteile zurückhält. Bei innen liegenden Anlagen sickert das mechanisch gereinigte Abwasser gravitativ in den darunterliegenden Flüssigreaktor. Durch Belüfterröhrchen gelangt Luft in den Flüssigreaktor und durchströmt die so genannte Festbettzone, auf der ein Biofilm aufgewachsen ist. Nach einer definierten Verweilzeit wird die biologisch behandelte Flüssigkeit in eine nachgeschaltete thermische Hygienisierungseinheit geleitet, wo durch Erhitzung pathogene Keime vernichtet werden. Die fertig aufbereitete Flüssigkeit wird in definierten Chargen während der Fahrt auf den Gleiskörper abgegeben. Flüssigkeitsaustritt bei Fahrzeugstillstand wird verhindert, die Toilette kann währenddessen weiter genutzt werden.

#### Verbrennung

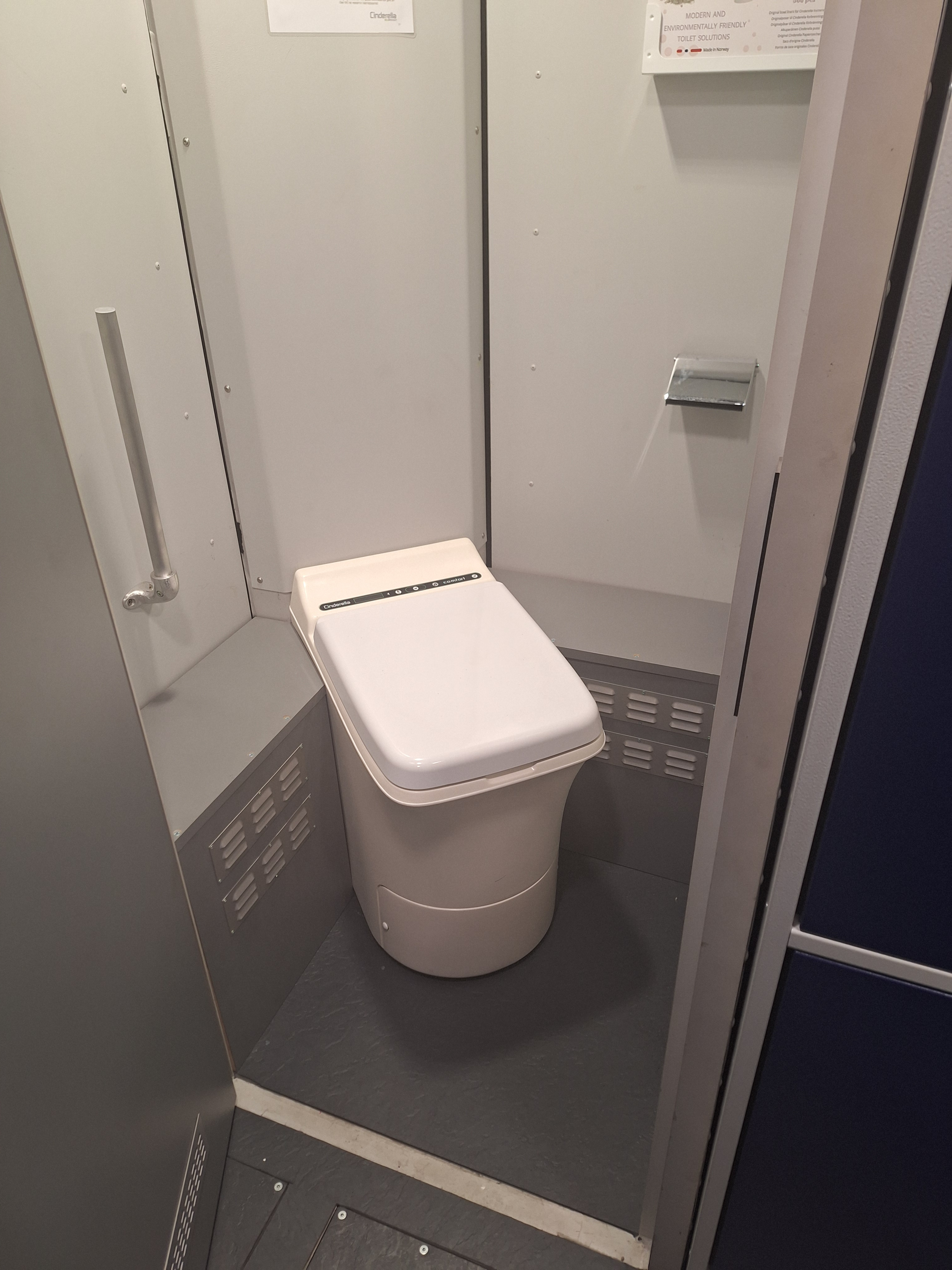
Verbrennungstoilette im Plasser CatenaryCrafter 15.4 E³

Vereinzelt werden Toilettensysteme genutzt, die Fäkalien verbrennen. Die dafür benötigte Temperatur wird häufig mit einer elektrischen Heizwendel erzeugt. Hierbei gibt es Systeme, die flüssigen Bestandteile zunächst von den festen trennen und nur die festen verbrennen. Die flüssigen Bestandteile werden mit einer nachgeschalteten thermischen Hygienisierungseinheit behandelt und anschließend entweder zur Spülung genutzt oder auf das Gleisbett abgegeben. Andere Systeme verdampfen hingegen die flüssigen Bestandteile und verbrennen anschließend den Rest. Übrig bleiben lediglich Verbrennungsreste, die entsorgt werden müssen.

## Wissenswert
Das Verkehrsmuseum Nürnberg zeigt 2024/25 eine Sonderausstellung mit dem Titel Unter Druck. Die Geschichte der Zugtoilette.